# أكيكو كوزيما
أكيكو كوزيما (اليابانية:児島 明子 ، من مواليد 29 أكتوبر 1936) عارضة أزياء وحاملة لقب ملكة جمال يابانية توجت بمسابقة ملكة جمال الكون 1959، مما يجعلها أول مكلة جمال يابانية تفور بلقب عالمي عارضة أزياء التي تبلغ من العمر 22 عامًا من طوكيو تفوقت على أربعة من المرشحين الآخرين من الولايات المتحدة وإنجلترا والبرازيل وتعتبر ثامن ملكة جمال الكون تتويجاً، عقدت في 24 يوليو 1959 في لونج بيتش ، كاليفورنيا.
بعد ثمانية وأربعين عامًا من توليها العرش، فازت اليابانية ريو موري بلقب ملكة جمال الكون عام 2007.

## نشأتها
ولدت أكيكو في 29 أكتوبر 1936، في مدينة طوكيو، وهي ثانية من بين أربعة أشقاء، بدأ تعلم السباحة في الخامسة من عمرها. عندما كانت في الصف الثاني من المدرسة الابتدائية، تم إجلاؤها إلى مدينة كوتشي، محافظة كوتشي بسبب اندلاع حرب شرق آسيا الكبرى، وتخرجت من مدرسة كوتشي البلدية الابتدائية أوشيوي ومدرسة توسا الإعدادية للبنات ، 
توفي والده ضابط عسكري سابق في عام 1950، بعد ذلك قامت والدته بتربيته مع أخته الكبرى وشقيقه الأصغر. أثناء دراسته في مدرسة كوتشي البلدية التجارية الثانوية، تفوق في سباحة الصدر. في عام 1953، وفي السنة السادسة عشرة، مثلت شيكو في مسابقة ملكة جمال الكون الثانية لليابان التي ظهرت في المسرح الإمبراطوري، لتحل محل أختها الكبرى التي قدمت الترشيحات. حصلت على المركز الثاني خلف ممثلة اليابان، كينوكو إيتو (التي حصلت على المركز الثالث في مسابقة ملكة جمال العالم). بعد تخرجها من المدرسة الثانوية، عادت إلى طوكيو ظهرت كعارضة أزياء، تقدمت شخصيًا في ملكة جمال الكون وملكة جمال العالم السابقة في عام 1958، أصبحت ممثلة في اليابان في سن 21 عامًا. ولكن في الرابع من يونيو، وقبل اختيار الممثلين اليابانيين مباشرة، تعرضت السيارة التي كان يستقلها كوجيما وآخرون لحادث تصادم خلفي أثناء استعراض لممثلي مختلف أنحاء البلاد أقيم في طوكيو، ما أدى إلى إصابة أربعة أشخاص، من بينهم كوجيما. كان يُنظر إلى كوجيما باعتباره مرشحًا قويًا لكنه أُجبر على الانسحاب. 
اضطرت كوجيما للبقاء في المستشفى لمدة شهرين، لكنه تم إعفاؤه من التصفيات الإقليمية في العام التالي وتمكن من المنافسة في بطولة اليابان التي ستقام في صالة طوكيو متروبوليتان للألعاب الرياضية. بعد العام الجديد زارت أستراليا مرتين للمشاركة في عروض الأزياء.

## ملكة جمال الكون 1959
في 12 يونيو 1959، حاول كوجيما للمرة الثالثة وفازت مع إيشينوسي تشيكو (ملكة جمال العالم اليابان). تولت منصب ملكة جمال الكون لليابان من موري تاكيكو في العام السابق وتنافست في مسابقة ملكة جمال الكون 1959، التي أقيمت في لونغ بيتش، الولايات المتحدة الأمريكية، اعتبارًا من 18 يوليو من نفس العام. أقيمت المسابقة بالتزامن مع مسابقة ملكة جمال الولايات المتحدة الأمريكية، حيث شاركت كوجيما غرفة فندق مع ملكة جمال إلينوي. في 23 يوليو اجتازت الجولة التأهيلية ووصلت إلى المراكز الخمسة عشر الأولى. في الجولة النهائية في 24 يوليو فازت، متغلبة على ممثلات من البرازيل وإنجلترا والولايات المتحدة والنرويج ، وحصلت على التاج من لوز مارينا زولواجا ملكة جمال الكون السابعة، ملكة جمال كولومبيا. 
قال كوجيما باللغة الإنجليزية المتقطعة أن حلمها هو "تكوين رابطة زوجية جميلة". وتحدثت أيضًا باللغة اليابانية عن الألعاب الأولمبية الصيفية 1964 في طوكيو، والتي كان من المقرر عقدها في 26 مايو، قائلة: "في غضون خمس سنوات، ستستضيف اليابان الألعاب الأولمبية. وتبذل اليابان قصارى جهدها للتحضير لذلك. أتطلع إلى الترحيب بكم جميعًا في اليابان. أنا لست رياضية، لكنني سعيدة حقًا بالقدرة على المشاركة في مسابقة ملكة جمال الكون، والتي يمكن تسميتها بأولمبياد الجمال، هنا في لونغ بيتش الجميلة هذه."

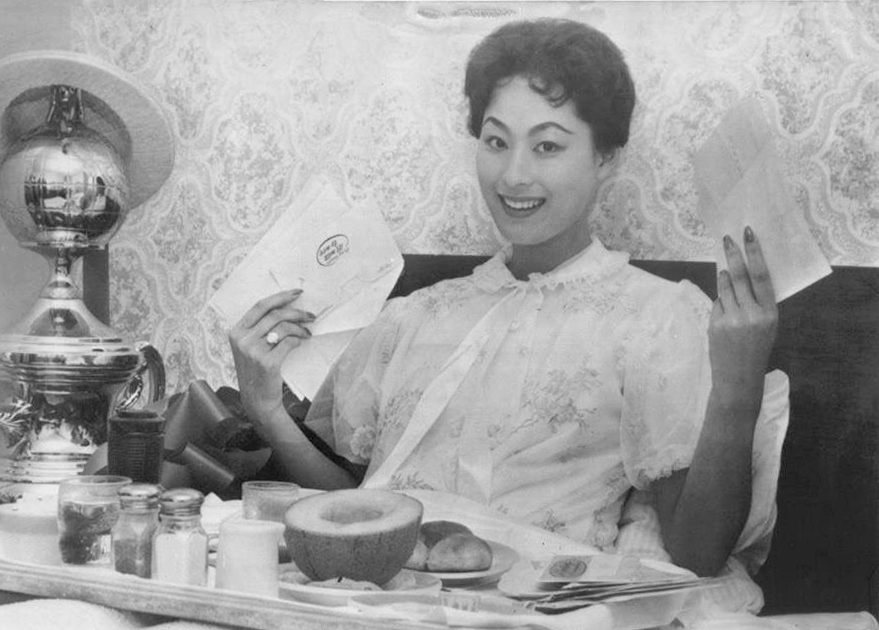
صورة صحفية. إفطار في السرير (لونغ بيتش، 1959）
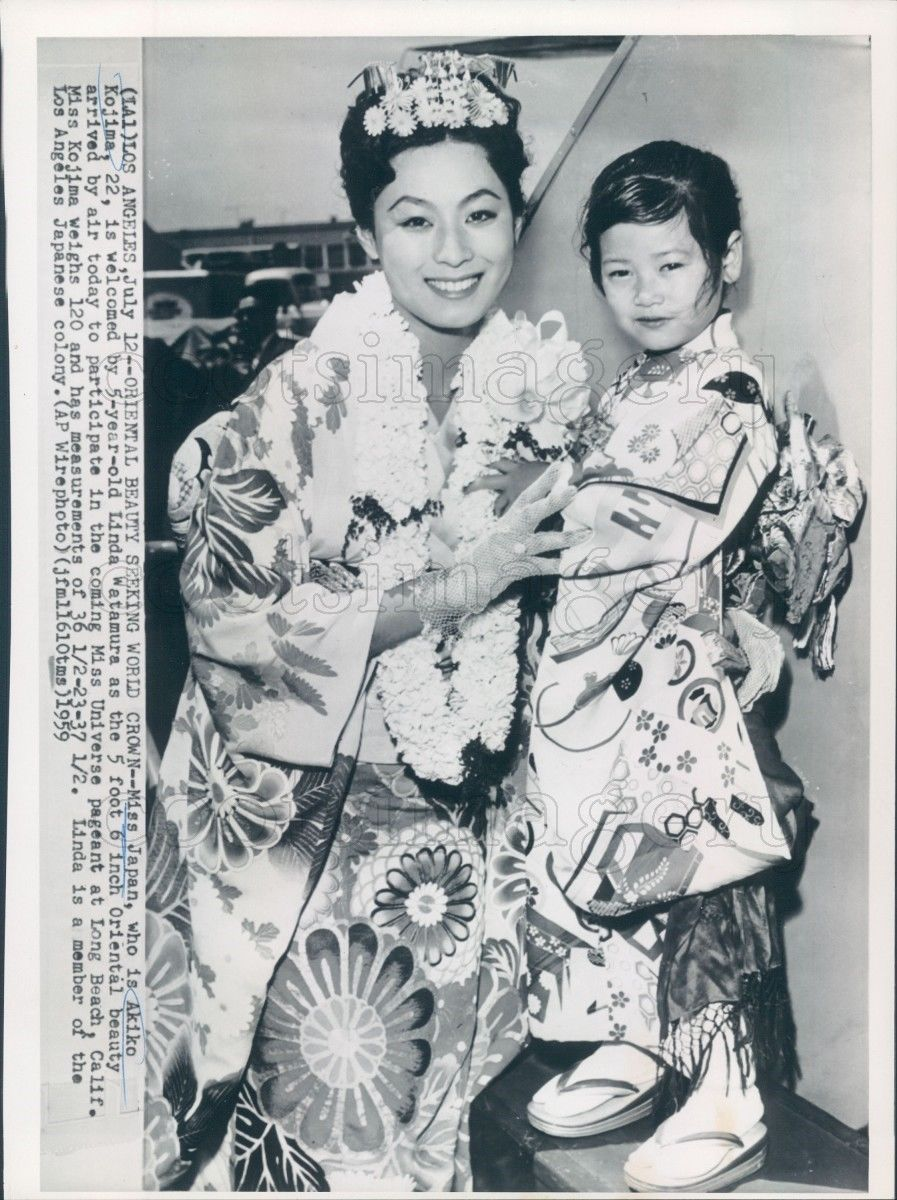
صورة صحفية لها وهي ترتدي كيمونو
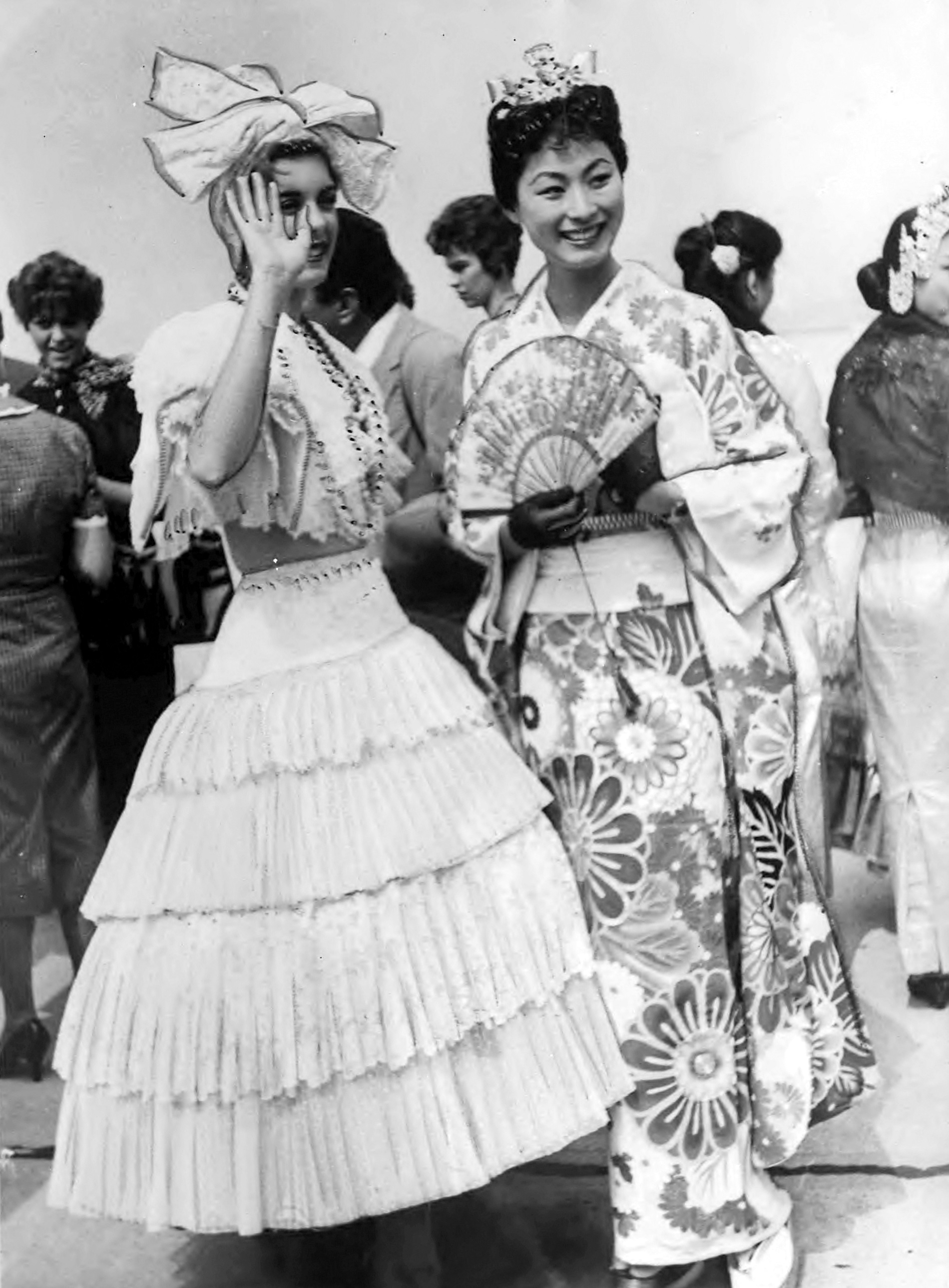
البرازيلية فيرا ريبيرو وكوجيما

## حياتها الشخصية
في عام 1966، تزوج كوجيما من الممثل الياباني أكيرا تاكارادا، الذي ذاع صيته في استوديوهات توهو السينمائية بمشاركته في أفلام غودزيلا منذ عام 1954. استقر كوجيما في حياة زوجية هادئة. رُزقا لاحقًا بابنة، ميتشيرو كوجيما عام 1967. انفصلا الزوجين عام 1984 وغادرت كوجيما مع ابنتهما.